# ギバード＝サタースウェイトの定理
ギバード＝サタースウェイトの定理とは、3つ以上の候補から投票により社会の選好を決める場合において、特定候補を排除せず、耐戦略性を満たすような社会選択ルールは独裁制だけであるという定理である。アラン・ギバードとマーク・サタースウェイトがこの定理を与えた。ここで、
- 特定候補の排除とは、いかなる投票結果であっても当選しない候補者がいる場合を指す。
- 耐戦略性とは、参加者が誰も戦略的操作（投票に参加する個人が自らの選好を偽って表明することで自らにとってより望ましい結果を実現すること）を起こす動機を持たないこと
- 独裁制とは、ある特定の個人（独裁者）が存在して、他の参加者がどのような選好を持っていようが独裁者にとって一位の選択肢が社会の決定となるようなルールである。

この定理によれば、3人以上が選ばれ得る投票では、独裁制でない限り参加者が自分の票が死票とならないように次善の（ある意味で虚偽の）案に投票することを避けられない。